# Darkness and Light (John Legend)
Darkness and Light è il quinto album in studio del cantante statunitense John Legend, pubblicato il 2 dicembre 2016 da GOOD Music e Columbia Records.

## Descrizione
Legend ha registrato l'album all'East West Studio 2 di Los Angeles, sotto la produzione di Blake Mills, che ha anche suonato vari strumenti e co-scritto la maggior parte delle canzoni. Altri scrittori e compositori che hanno preso parte al progetto discografico sono stati Julia Michaels, Justin Tranter, Ludwig Göransson, Will Oldham, Matt Sweeney. Legend ha anche collaborato con il rapper Chance the Rapper, e i cantautori Brittany Howard e Miguel.

## Accoglienza
| Recensione      | Giudizio |
| --------------- | -------- |
| The Guardian    |          |
| Pitchfork       |          |
| Rolling Stone   |          |
| The Standard    |          |
| The Irish Times |          |
| Consequence     |          |
| AllMusic        |          |
| Daily Express   |          |

Jon Pareles del The New York Times ha elogiato il suo approccio all'amore come tema multidimensionale e «come qualcosa di molto più complesso di una cura e una fonte di rassicurazione perpetua, con una musica da abbinare». Scrivendo per Vice, Robert Christgau ha citato i brani Marching Into the Dark e I Know Better come punti salienti e ha detto che il testo di quest'ultima canzone non sia «un facile pensiero da esporre con modestia, e più ascolto più apprezzo il trucco».
Marcus J. Moore di Pitchfork riscontra che «in Darkness and Light, John Legend si spinge oltre la sua zona di comfort per qualcosa di più ambizioso. Questo è un disco d'amore sulla navigazione nel mondo tetro e sul trovare la felicità nei tempi bui». Jim Carroll del The Irish Times associa «i tempi bui» all'imminente entrata del Presidente degli Stati Uniti d'America Donald Trump alla Casa Bianca, basandosi sugli impegni sociali e politici del cantautore a sostegno di Hillary Clinton.
Il critico Alexis Petridis, scrivendo per il The Guardian, descrive nell'introduzione della recensione il progetto con «bizzarria musicale e desolazione lirica». Petridis, analizzando l'album, riscontra che sia «incorniciato da dichiarazioni politiche impressionanti, che sono probabilmente la cosa migliore del progetto, [...] non coincidono con qualcosa nella musica stranamente inquietante: la chitarra graffiante stride con la linea di basso liquida, gli archi suonano stranamente tesi». In conclusione afferma che ci sia «un senso di disincanto distruttivo: opta per una rada disseminazione di campioni vocali, chitarra, una melodia in contrasto con il testo della canzone susseguita da code di archi nauseanti».

## Tracce
1. I Know Better – 3:03
2. Penthouse Floor (featuring Chance the Rapper) – 4:43
3. Darkness and Light (featuring Brittany Howard) – 3:50
4. Overload (featuring Miguel) – 3:20
5. Love Me Now – 3:30
6. What You Do to Me – 3:21
7. Surefire – 4:03
8. Right by You (For Luna) – 4:16
9. Temporarily Painless – 3:55
10. How Can I Blame You – 3:56
11. Same Old Story – 3:32
12. Marching Into the Dark – 4:21

## Classifiche
| Classifica (2016-2017) | Posizione massima |
| ---------------------- | ----------------- |
| Australia              | 37                |
| Canada                 | 29                |
| Belgio (Fiandre)       | 75                |
| Francia                | 123               |
| Irlanda                | 69                |
| Italia                 | 49                |
| Paesi Bassi            | 21                |
| Regno Unito            | 35                |
| Stati Uniti            | 14                |
| Svizzera               | 32                |